# Représentations diplomatiques en Haïti

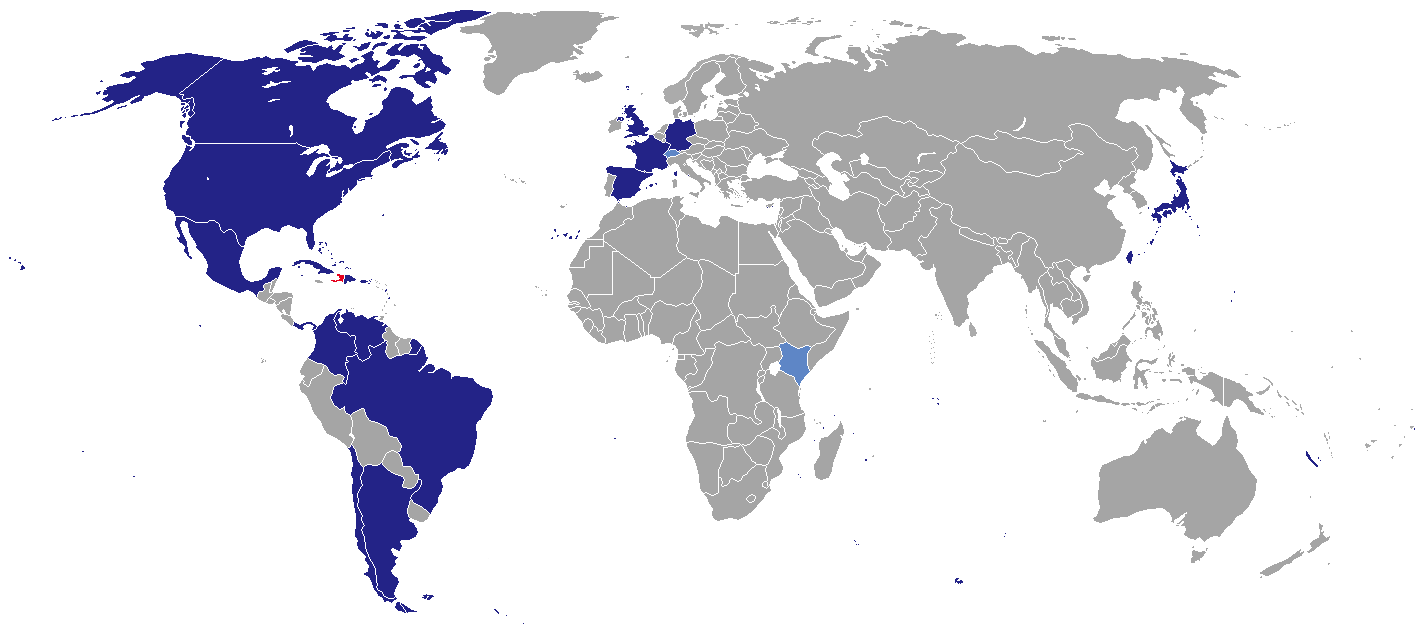
Carte des représentations diplomatiques en Haïti

Voici une liste des représentations diplomatiques en Haïti. Il y a actuellement 18 ambassades postées à Port-au-Prince.

## Ambassades
| - Allemagne - Argentine - Bahamas - Brésil - Canada - Chili - Colombie - Cuba - Espagne | - États-Unis - France - Mexique - Panama - République dominicaine - Royaume-Uni - Vatican - Venezuela - Taïwan |

## Autres postes
- Chine (Agence commercial)
- Union européenne (Délégation)

## Consulat

### Consulat général àPort-au-Prince
- Kenya

### Consulat général àAnse-à-Pitres
- République dominicaine

### Consulat àBelladère
- République dominicaine

### Consulat àCap-Haïtien
- République dominicaine

### Consulat général àOuanaminthe
- République dominicaine

## Ambassades non résidentes

### Bogota
- Pologne

### Caracas
- Grèce
- Russie

### La Havane
- Algérie
- Arabie saoudite
- Côte d'Ivoire
- Égypte
- Émirats arabes unis
- Guinée
- Inde
- Indonésie
- Kenya
- Libye
- Malaisie
- Maroc
- Palestine
- Paraguay
- Portugal
- Serbie
- Vietnam

### Mexico
- Finlande

### New York
- États fédérés de Micronésie
- Irlande
- Islande
- Koweït
- Maldives
- Singapour
- Tadjikistan
- Turkménistan

### Ottawa
- Thaïlande

### Port-d'Espagne
- Australie

### Saint-Domingue
- Guatemala
- Israël
- Nicaragua
- Pays-Bas
- Turquie

### Washington
- Bahreïn
- Jordanie
- Philippines
- République centrafricaine
- Sierra Leone
- Soudan
- Tunisie
- Zambie
- Zimbabwe